# جون دوبريه
جون دوبريه (بالإنجليزية: John Dupré)‏ هو أستاذ جامعي وفيلسوف بريطاني، ولد في 1952.